# Terremoto de Afganistán de 2015
El terremoto de Afganistán de 2015 fue un terremoto de 7,5 en la escala de magnitud de momento que ocurrió el 26 de octubre de 2015 en la región de Hindú Kush. El terremoto se sintió en India, Tayikistán y Pakistán, país en el que además de Afganistán, se confirmaron también víctimas y daños.
Para el 5 de noviembre, se estimaba que al menos 399 personas habían muerto, la mayoría en Pakistán. Se sintieron temblores en Pakistán, Uzbekistán, Turkmenistán, Tayikistán y Kirguistán. Según el Servicio Geológico de los Estados Unidos (USGS), Pakistán se encuentra en una de las zonas con mayor actividad sísmica del mundo. El terremoto también se sintió en Nueva Delhi, en los estados de Jammu y Cachemira administrados por India y Pakistán y hasta Lucknow y en las prefecturas de Kashgar, Aksu, Hotan y Kizilsu en Xinjiang, China, mientras que también se informaron daños en la capital afgana Kabul. El terremoto también se sintió en la capital nepalesa de Katmandú.

## Antecedentes
Las montañas del Himalaya, empujadas por la colisión de placas tectónicas, son propensas a terremotos devastadores. Un terremoto en abril de 2015, el peor de Nepal en 80 años, mató a más de 8,600 personas. El último gran terremoto en la misma región de magnitud similar (7.6 Mw) fue casi exactamente diez años antes en octubre de 2005, que resultó en 87,351 muertes, 75,266 heridos, 2,8 millones de personas desplazadas y 250,000 animales de granja muriendo. La diferencia notable entre este terremoto y el terremoto de 2005 es la profundidad focal y su ubicación con respecto a las áreas densamente pobladas. El terremoto de 2005 tuvo 15 km de profundidad y se centró cerca de algunas áreas densamente pobladas, mientras que este terremoto tuvo 212,5 km de profundidad y se centró más lejos de las áreas pobladas, lo que redujo sus efectos dañinos.
En estudios recientes, los geólogos afirman que el calentamiento global es una de las razones del aumento de la actividad sísmica. Según estos estudios, el derretimiento de los glaciares y el aumento del nivel del mar alteran el equilibrio de presión en las placas tectónicas de la Tierra, lo que provoca un aumento en la frecuencia e intensidad de los terremotos. Esta podría ser una de las razones por las que los Himalayas son cada vez más propensos a los terremotos en los últimos años.

## Terremoto
El principal terremoto ocurrió el 26 de octubre de 2015 a las 13:39 AFT (14:09 PKT, 14:39 IST, 09:09 UTC) a una profundidad de aproximadamente 212.5 km, con su epicentro aproximadamente a 82 km al sureste de Feyzabad, Afganistán. Inicialmente, el USGS midió la magnitud del terremoto en 7.7, luego lo modificó a 7.6 y luego a 7.5. El Departamento Meteorológico de Pakistán, sin embargo, dijo que la magnitud del terremoto fue 8.1. Según el USGS, el epicentro fue a 67 km de Chitral.

## Daños y víctimas
En Afganistán, 115 personas murieron, incluidas cinco en Jalalabad, y doce colegialas de entre 10 y 15 años que perecieron en una multitud aplastada al intentar salir de un edificio de la escuela en Takhar. El terremoto y el subsiguiente enjambre de réplicas resultaron en 280 muertes, lesiones a 1,770 personas y daños notables en 109,123 edificios. Daño generalizado en las áreas tribales de administración federal, las provincias de Gilgit-Baltistan y Khyber Pakhtunkhwa de Pakistán. Las áreas más afectadas de Khyber Pakhtunkhwa incluyen Shangla, Lower Dir, Upper Dir, Swat y Chitral, que se encontraban muy cerca del epicentro. Como resultado del deslizamiento de tierra, se cerró la carretera de Karakoram. El daño observado se concentró principalmente en edificios de mampostería urbana antigua y rural, ambos construidos sin ninguna consideración mínima para la carga de terremotos y que se han construido empleando prácticas de construcción deficientes.
En India, 4 personas fueron asesinadas en Jammu y Cachemira. Un portavoz del metro de Delhi dijo a la AFP que "todos los 190 trenes que circulaban por las vías se detuvieron en el momento del terremoto". Los servicios de telefonía móvil se ahogaron durante varias horas debido al alto tráfico de voz. En Tayikistán, 14 niños sufrieron heridas en el distrito de Yovon cuando colapsaron las escaleras de una escuela local.
| País       | Víctimas | Heridos |
| ---------- | -------- | ------- |
| Afganistán | 114      | 524     |
| India      | 4        | 20      |
| Pakistán   | 280      | 1982    |